# 판교박물관
판교박물관(板橋博物館)은 경기도 성남시 분당구에 있는 박물관이다.

## 연혁
- 2008년 4월 : 역사공원 조성(판교박물관 포함)계획 승인(문화재청)
- 2010년 10월 : 역사공원 공사착공(LH공사)
- 2011년 2월 : 판교박물관 등 인수시설 사전 점검 및 보완 요청
- 2011년 4월 : 판교역사공원내 판교박물관 건축물 사용승인
- 2011년 9월 : 판교박물관 운영 연구용역 완료
- 2012년 5월 : 판교박물관 등 인수에 따른 합동점검
- 2012년 6월 : 판교박물관 성남시로 소유권 이전
- 2012년 6월 : 박물관건립추진위원회 심의 “판교박물관” 명칭 결정
- 2012년 7월 : 판교박물관 및 이전복원 유적지 인수
- 2012년 8월 : 판교박물관 MI 구축 완료
- 2012년 9월∼11월 : 판교박물관 시설 보완 공사 및 유적지 공사
- 2012년 12월 : 판교박물관 임시개관
- 2013년 1월∼3월 : 전시시설 보완 공사 및 홈페이지 제작
- 2013년 3월 : 주요 유물 이관, 판교박물관 홈페이지 오픈
- 2013년 3월 29일 : 판교박물관 개관식
- 2013년 4월 2일: 판교박물관 개관